# 길 위의 여자 (1995년 드라마)
《길 위의 여자》는 1995년 6월 30일에 MBC에서 방영한 베스트극장으로, 40대 후반의 두 여자가 벌이는 끈끈한 숙명을 그린 드라마다.

## 줄거리
32세 노처녀인 혜선은 평범한 한 남자의 후처가 되어 단산수술까지 단행하며 전처소생의 어린 남매를 친자식처럼 키운다. 그러나 이들 남매는 아버지와 새어머니 혜선, 어릴 때 다른 남자와 눈이 맞아 집을 나간 생모 화숙 모두에게 불신과 분노를 지니고 있다. 이 때문에 혜선은 아들과 딸에게 헌신적이고 유순하지만 큰소리 한번 못하고 살아간다. 그러던 중 남편마저 세상을 떠나고 남자에게 버림받은 화숙은 병들어 의지할 곳이 없어지자 자식들을 찾아온다. 혜선과 화숙은 13년이라는 긴 세월 뒤에 운명적으로 마주치게 된다. 같은 여자이기 때문에 결국은 잠든 자식들의 머리맡에 마주앉아서 주거니받거니 술잔을 기울이며 눈물을 흘릴 수밖에 없게 된다.

## 등장 인물
- 오미연
- 김교순
- 이현경
- 양희경
- 전인택
- 정태섭
- 김영석
- 이기철
- 문미봉
- 박예숙
- 문예지
- 안용남
- 이종수
- 한성진